# Minzier
Minzier es una comuna francesa situada en el departamento de Alta Saboya, en la región de Auvernia-Ródano-Alpes.

## Demografía
| 295 | 289 | 263 | 312 | 371 | 497 | 1043 |
| Para los censos de 1962 a 1999 la población legal corresponde a la población sin duplicidades (Fuente: INSEE [Consultar]) |     |     |     |     |     |      |